# Отовожа
Отовожа — река в России, протекает по Пудожскому району Карелии. Длина реки составляет 12 км, площадь водосборного бассейна — 116 км².
Исток — Отовозеро. Устье реки находится в 42 км по левому берегу реки Сомба.

## Данные водного реестра
По данным государственного водного реестра России, Отовожа относится к Балтийскому бассейновому округу. Водохозяйственный участок реки — Водла, речной подбассейн — Свирь (включая реки бассейна Онежского озера). Отовожа относится к речному бассейну Невы (включая бассейны рек Онежского и Ладожского озера).
Код объекта в государственном водном реестре — 01040100412102000016913.